# Trollhättans Roddsällskap

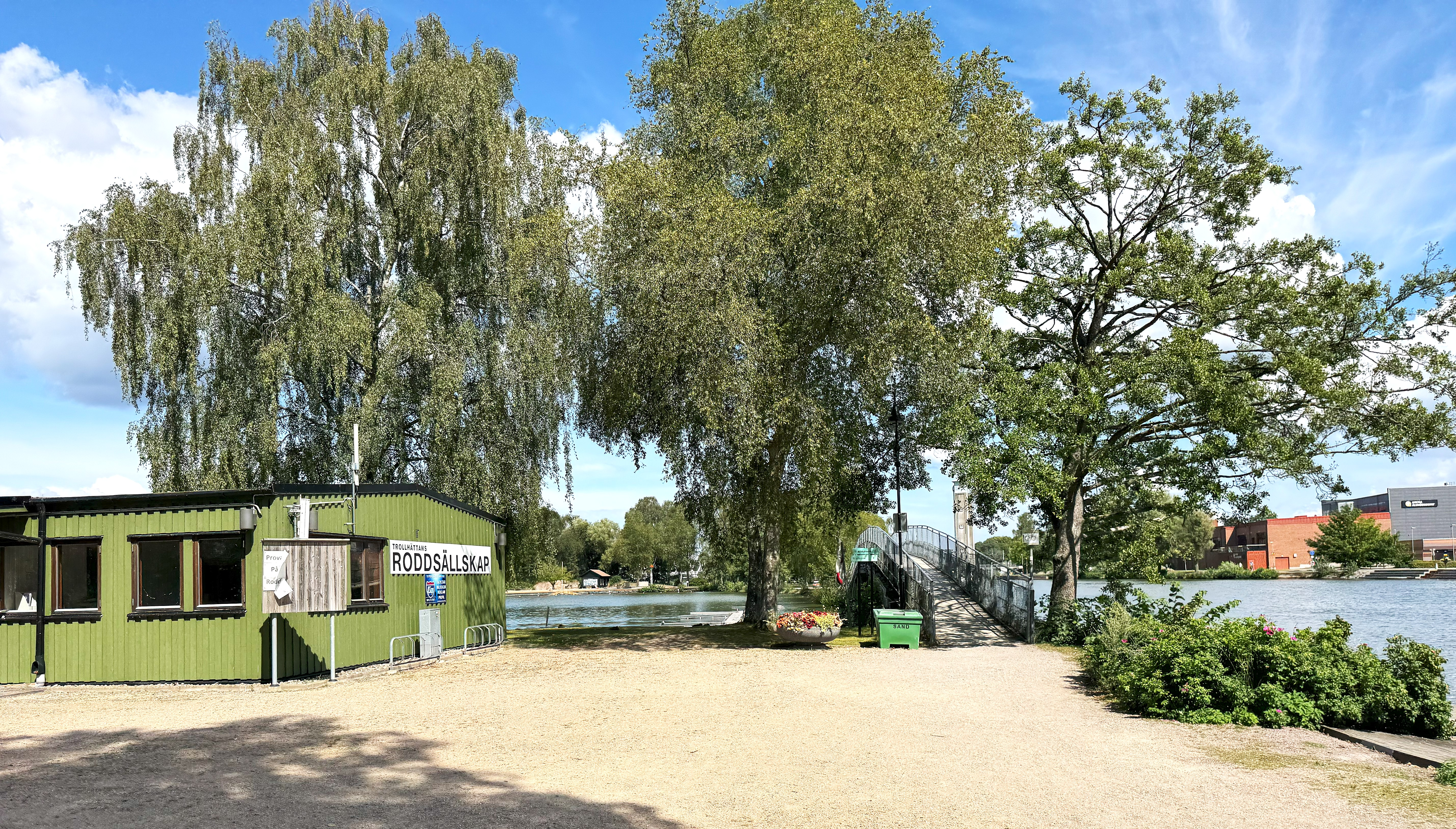
Trollhättans Roddsällskaps båthus på Spikön, strax norr om Skrotnisses lekplats.

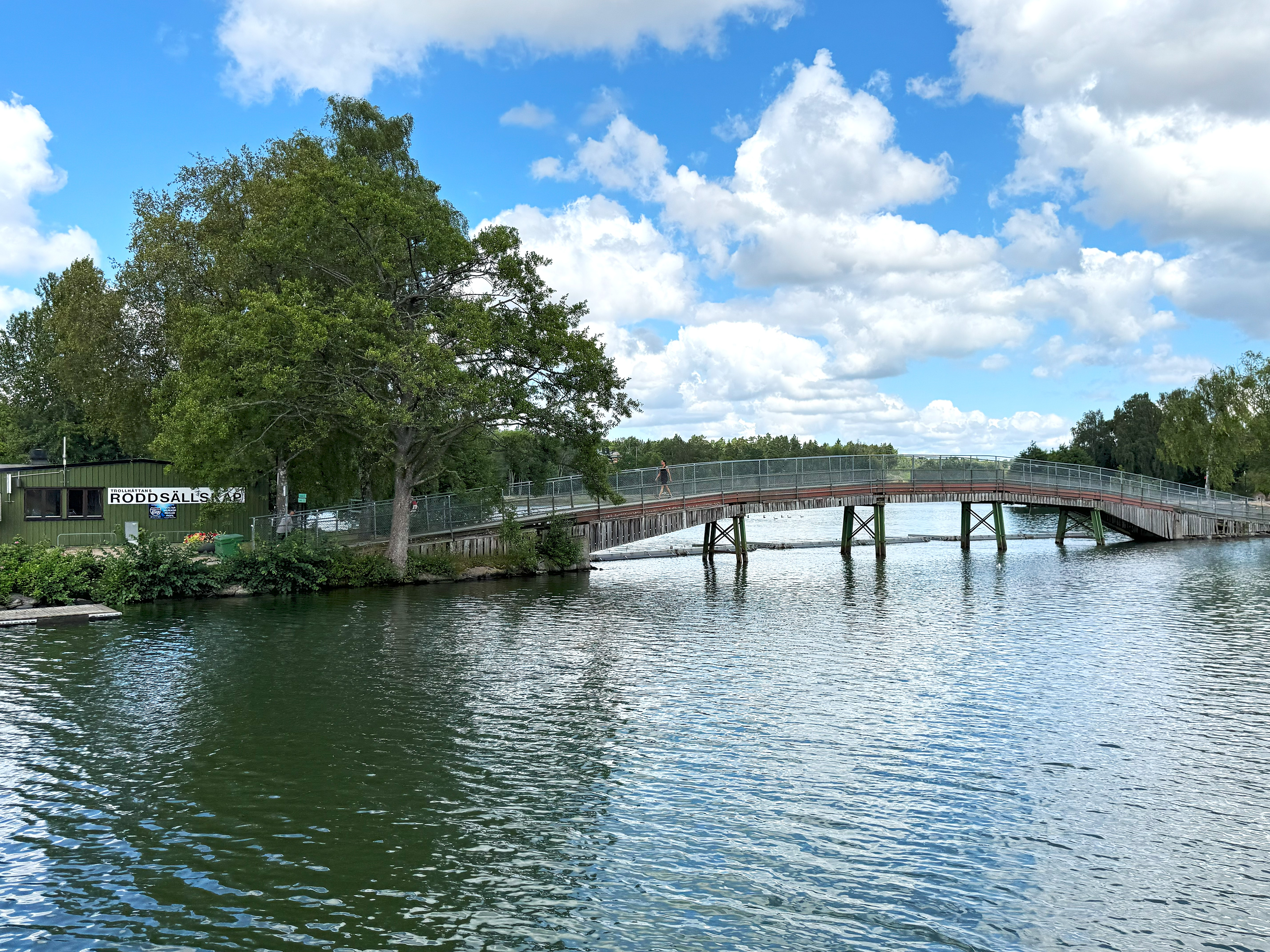
Sällskapets båthus vid gångbron mellan Spikön till vänster och Mossberget till höger.

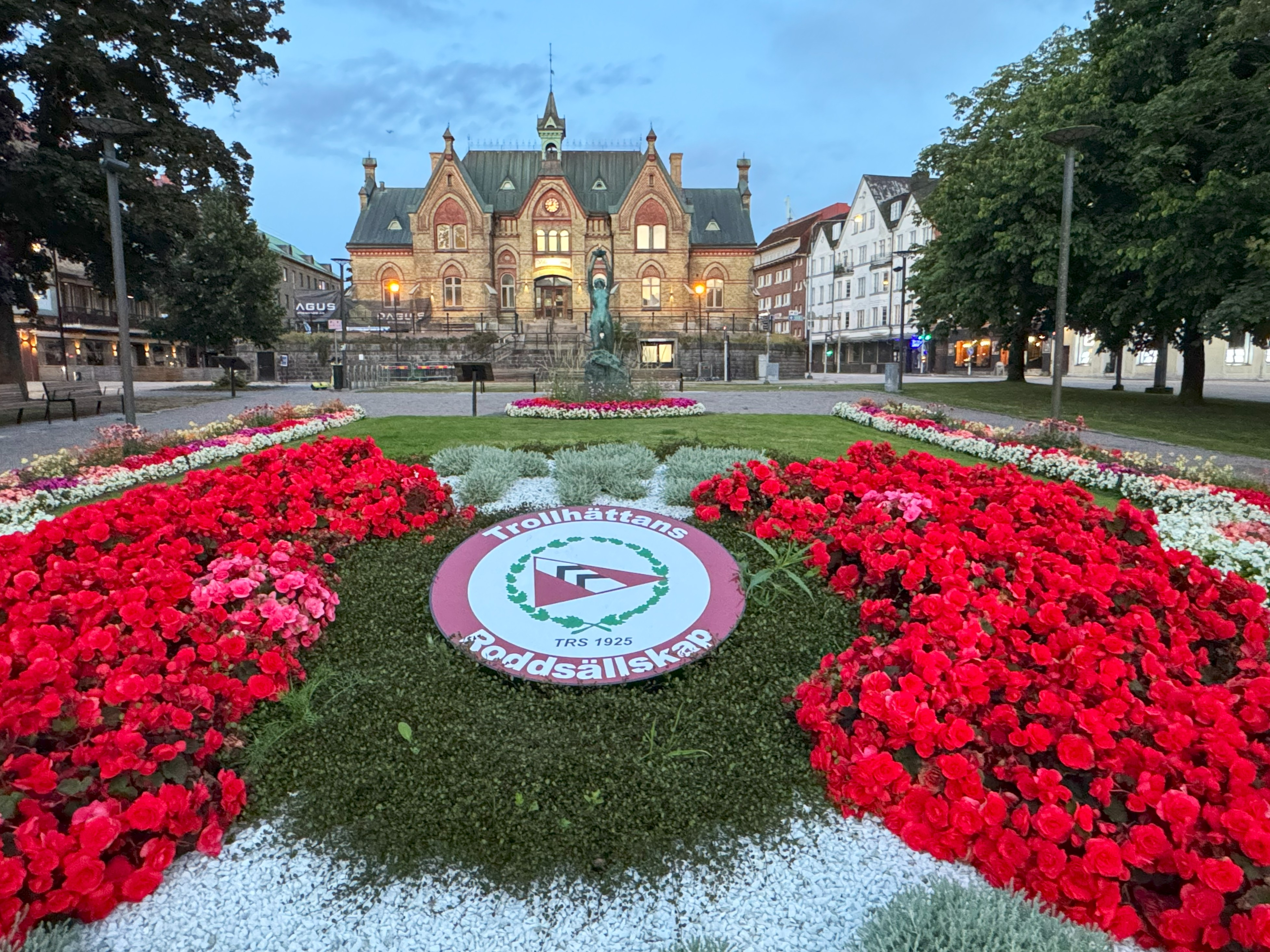
Hedersplantering på Karl Johans torg med anledning av Trollhättans roddsällskaps 100-årsjubileum 2025.

Trollhättans roddsällkap, är en roddklubb i Trollhättans kommun med båthus på Spikön i Göta älv. Klubben stiftades 1925.